# Аджеля Топалоглу
Аджеля Топалоглу (правилно произношение Топаолу), (родена през 19 ноември 1986 г., Измир) е турска актриса, учствала в телевизионни сериали, предавания, интернет сериали и филми.

## Биография
Аджеля Топалоглу, интересуваща се от танци от най-ранна възраст до университетското си образование, учи танци в Департамента по модерен танц в Танцовото училище Тан Сагтюрк. Участва за кратко в танцова група „Анатолийски огън“. С подкрепата на майка си тя се насочва повече върху театъра с наближаването на университетската възраст и след като получава музикално образование в MSM-Актьорско студио през 2008 – 2009 г., спечелва театралния отдел на консерваторията в Центъра за изкуства Мюджат Газен през 2009 г. и завършва през 2013 г.

## Филмография

### Филмография
| Кино           | Кино                                        | Кино                   | Кино |
| Година         | Производство                                | Роля                   |      |
| -------------- | ------------------------------------------- | ---------------------- | ---- |
|                | обичам себе си                              |                        |      |
| 2013           | Между приятели                              |                        |      |
| 2017 г.        | Екип на Groom                               |                        |      |
| 2019 г.        | Убий ме скъпа                               |                        |      |
| 2019 г.        | Украшение на убийството                     | Емел                   |      |
| 2021 г.        | Налан                                       | Налан                  |      |
| Телевизия      |                                             |                        |      |
| Година         | Производство                                | Роля                   |      |
| 2008 г.        | Любовта гори                                | Белда                  |      |
| 2010 г.        | Опасни улици                                | Аху Гьозчу             |      |
| 2011 г.        | Истанбул в нощните води (ТВ филм)           | Нихан                  |      |
| 2012 г.        | Опасна красота                              | Севда                  |      |
| 2014 – 2015    | Булки бегълки                               | Алмила Пекер (1 – 29)  |      |
| 2015 – 2016    | Любов на инат                               | Дефне Барутчу (1 – 32) |      |
| 2017 г.        | Мерием                                      | Дерин Беркер           |      |
| 2018 г.        | Просена глава                               | Руя                    |      |
| 2021 - 2022 г. | Моята магическа майка                       | Бетуш                  |      |
| Театър         |                                             |                        |      |
| Година         | Производство                                | Роля                   |      |
| 2014 г.        | Мюзикъл Серсефил (театър „Волкан Северчан“) |                        |      |
| 2019 –         | Шоу на Смеха и Усмивката                    | Чичек                  |      |

### Реклами
- 2013 – ULKER Teremyağ Gurme[3]
- Garanti Bank
- Коропласт
- Арцелик
- Avea

### Клип
- 2014 – Гьокхан Туркмен – Ти си Истанбул

## Награди и номинации
| Година  | Церемония по награждаване                          | Категория                               | Проект           | Резултат       |
| ------- | -------------------------------------------------- | --------------------------------------- | ---------------- | -------------- |
| 2016 г. | Истанбулски университет Гелишим 5. Медийни награди | Най-добра актриса в сериала             | Обичайте упорито | Шаблон:Kazandı |
| 2016 г. | 6. Награди за вестници с крака                     | Най-добра младежка телевизионна актриса | Обичайте упорито | Шаблон:Adaylık |